# Бронепоїзди УНР і УГА
Бронепоїзди УНР і УГА — броньовані потяги, які використовувалися українськими арміями під час радянсько-української війни 1918—1920 років. В УНР вони мали назву панцерники або панцерні потяги. Вони були взяті на озброєння армії УНР у кінці 1918 — початку 1919. Три імпровізовані бронепоїзди були у Січових Стрільців ще під час антигетьманського повстання у листопаді 1918. Згодом до них додалися два справжні бронепоїзди, успадковані від армії Гетьманату. У грудні 1918 у Києві почалося будівництво 4 нових бронепоїздів. Впродовж 1919 року в ході боїв частини армії УНР захопили декілька більшовицьких бронепоїздів. Станом на 16 серпня 1919 року перед наступом на Одесу армія УНР мала у своєму складі 9 бронепоїздів. Сумарно вони мали 12 гармат та 54 кулемети, понад 700 осіб екіпажу. Усі бронепоїзди було втрачено до кінця 1919 року. Нові бронепоїзди будувалися у середині 1920 року та існували в об'єднаній армії УНР до листопада 1920 року.
Перші бронепоїзди в ЗУНР створювалися на основі звичайних потягів, укріплених дерев'яними брусами. Надалі у кузнях Дрогобича почалося будівництво справжніх панцерників.

## Відомі бронепоїзди армії УНР
| Назва                               | Час створення або захоплення | Склад і озброєння                                                          | Екіпаж, командування | Ареал бойових дій, належність до частини | Час загибелі | Примітки |
| ----------------------------------- | --- | -------------------------------------------------------------------------- | --- | --- | --- | --- |
| 1-й панцирний потяг Твердовського   | січень 1919 | невідомо                                                                   | сотник Матвій Твердовський (командир) | Лівобережна Україна; пізніше у складі Південної групи ДА УНР | квітень 1919 (знешкоджений і переданий румунам) | легкий саморобний потяг; команда на чолі з командиром перейшла після знешкодження на потяг Помста |
| 1-й Український кулеметно-гарматний | 26 лютого 1918 | 1 гармата, 4—5 кулеметів                                                   | 12 старшин, 7 козаків; підосавул Ракунов (командир) | воював до кінця Першої українсько-більшовицької війни | травень 1918 (розформований) | саморобний бронепоїзд, створений на Поліссі |
| Агатон                              | невідомо | невідомо                                                                   | невідомо | У складі Північної групи ДА УНР. Від 8 квітня 1919 року у безпосередньому підпорядкуванні начальника 19-ї дієвої дивізії Агатона Добрянського.                                   | 27 травня 1919, знищено у Здолбунові частинами корпусу УСС | знищено разом з чотирма іншими |
| Богунець                            | 30 липня 1919 (захоплений у бою біля станції Клемачівка Чорними Запорожцями полковника Дяченка)                                  | 6 гармат і 12 кулеметів                                                    | невідомо | 2-й панцирний загін під командуванням полковника Марчевського (станом на 16 серпня 1919 року)                                                                                    | невідомо | |
| Великий Луг                         | невідомо | невідомо                                                                   | невідомо | бій біля Христинівки, серпень 1919 року | невідомо | бій за участі трьох бронепоїздів (також «Запорозька Січ» і невідомий) описав Володимир Сосюра; бронепоїзд вирвався з оточення |
| Вільна Україна (I)                  | грудень 1917 | кілька гармат, 24 кулемети                                                 | добровольці з числа гімназистів та студентів; капітан Долгополов (командир) | бої на лінії Бахмач-Доч (грудень 1917 — січень 1918) | 7 лютого 1918 (захоплений більшовиками) | колишній російський потяг типу «Хунхуз»; у лютому 1918 використаний пробільшовицькі налаштованими залізничниками проти українських військ під час вуличних боїв у Києві, виведений з ладу, пізніше остаточно захоплений більшовиками |
| Вільна Україна (II)                 | серпень 1919 (захоплений під Старокостянтиновом силами УГА в більшовиків, до того носив назву «Комунист Коростеньського района») | невідомо                                                                   | 2-й панцирний загін під командуванням полковника Марчевського (станом на 16 серпня 1919 року) | бої за Київ; ІІ-й корпус УГА | 17 листопада 1919 (захоплений денікінцями, перейменований на «Грозу») | збудований на київському заводі Греттера і Кріванека |
| Вірний син (Вірний син України)     | імовірно перейменований «Правобережний», за іншими даними захоплений у Жмеринці у серпні 1919                                    | 1 гаубиця, 3 легкі гармати                                                 | 14 старшин, 2 підстаршин, 125 козаків; командир — полковник Овчаренко | напрямок Вапнярки, ст. Сербинівка | 13 листопада 1919 року, знищений артилерією Добровольчої армії | |
| Воля                                | кінець 1918 — початок 1919 | 6 кулеметів                                                                | сотник Гарбузюк (командир) | бої за Коростень (січень 1919); 2-й панцирний загін під командуванням полковника Марчевського (станом на 16 серпня 1919 року)                                                    | 25—26 вересня 1919 (захоплений білогвардійцями) | за спогадами підполковника Дієвої армії УНР Прохода Василя Хомича |
| Гайдамака                           | кінець грудня 1918 (захоплений у білогвардійців 3-м Гайдамацькім полком О. Волоха)                                               | 2 гармати, 14 кулеметів                                                    | невідомо | дивізія бронепоїздів під командуванням отамана Бойчука (лютий 1919 року) | червень 1919 (знищений власною командою під час загального відступу ДА УНР) | |
| Галичина                            | серпень 1919 (захоплений в Старокостянтинові 8-м полком 4-ї бригади УГА в більшовиків)                                           | 1 гармата, 5 кулеметів                                                     | невідомо | дивізія бронепоїздів (серпень 1919 року) | 17 листопада 1919 (захоплений радянськими повстанцями) | Перейменований «Богунец», спочатку носив назву «Золочів» |
| Гандзя                              | перейменовано (див. бронепоїзд Палій)                                                                                            | 2 гармати, 4 кулемети                                                      | старшина Сидоренко, хорунжий Гиренко (комендант) | Сірожупанна дивізія Армії УНР | квітень 1919 (біля Коростеня, оточений більшовиками, знищений екіпажем) | відремонтований більшовиками, потім воював з українськими та білогвардійськими військами |
| Грім                                | невідомо | невідомо                                                                   | невідомо | бій за Бердичів (24 березня 1919); Корпус Січових Стрільців | 27 травня 1919, знищено у Здолбунові частинами корпусу УСС | знищено разом з чотирма іншими |
| Дорошенко                           | грудень 1918 | невідомо                                                                   | хорунжий Іван Коцюрюба (командир) | ст. Печанівка (захоплено 21 березня 1919), Рівне-Здолбунів (30 квітня 1919); 3-й полк Корпусу Січових Стрільців УНР (березень 1919)                                              | 27 травня 1919, знищено у Здолбунові | знищено разом з чотирма іншими |
| Запорізька Січ                      | липень 1919 | невідомо                                                                   | невідомо | невідомо | невідомо | легкий саморобний бронепоїзд; наприкінці серпня команда «Запорозької Січі» перейшла на потяг «Хортиця» |
| Запорожець                          | трофейний, виготовлений у Кременчузі                                                                                             | 2 гармати та 14 кулеметів                                                  | 23 старшини, 101 козак, командир — хорунжий Петришин; комендант з березня 1919 — Куликівський Микола Йосипович | бої за Полтаву (січень 1919), Східну Волинь (березень 1919 — серпень 1920), район Бучача та Чорткова (вересень 1920); дивізія бронепоїздів (лютий 1919 року)                     | 19 листопада 1920, підірваний відступаючими українськими військами | |
| Кармелюк                            | 24 травня 1920 (захоплений польськими військами радянський «Красний крестьянін»)                                                 | два артилерійські вагони, пізніше 2 гармати, 17 кулеметів                  | 20 старшин, 266 козаків, 5 коней; полковник Дворенко-Дворкін (друга половина 1920) | район Чорткова (серпень 1920); Волинська дивізія | 21 листопада 1920, підірваний відступаючими українськими військами | |
| Кліщ                                | початок 1919 | 8 кулеметів, 1 гармата або 5 кулеметів                                     | 52 вояки та старшини; чотар Личик (командир) | 2-й панцирний загін під командуванням полковника Марчевського (станом на 16 серпня 1919 року)                                                                                    | 18 жовтня 1919 (непевно), імовірно захоплений білогвардійцями | |
| На Україну                          | початок вересня 1920 | невідомо                                                                   | 6 старшин, 51 козак, 11 коней | не брав участі в бойових діях | перша половина жовтня 1920 (приблизно) | фігурує в документах Дієвої армії УНР вереснем 1920 року |
| Отаман Мельник                      | серпень 1919 (захоплений в Старокостянтинові 8-им полком 4-ї бригади УГА в більшовиків)                                          | локомотив і 4 вагони; 2 гармати і 16 кулеметів                             | 10 артилеристів, 18 кулеметників, командир і його помічник; поручник Степан Невпораний (командир) | район Чуднова та Старокостянтинова, дивізія бронепоїздів (серпень 1919 року) | знищений власною командою в оточенні біля ст. Тарасівка | |
| Палій                               | листопад 1918, побудований на ст. Конотоп                                                                                        | 2 гармати                                                                  | невідомо | бої за Бахмут, Ніжин і Городню; Сірожупанна дивізія Армії УНР | невідомо | перейменовано (див. Гандзя) |
| Партизан                            | весна 1919 | 1 гармата, 5 кулеметів                                                     | 4 старшини, 1 лікар, 2 підстаршини, 36 козаків | сарненський напрям Північної групи ДА УНР; 19-та дієва дивізія А. Добрянського                                                                                                   | знищений власною командою 26—27 травня 1919 на ст. Здолбунів | легкий саморобний бронепоїзд |
| Помста                              | трофейний | 3 гармати, 7 кулеметів                                                     | чотар Твардовський, сотник Федір Суярко (начальник кулеметів) | битва за Вапнярку; дивізія бронепоїздів (лютий 1919 року) | кінець листопада 1919 (підірваний, один броневагон пізніше увійшов до складу іншого українського бронепоїзду) | |
| Правобережний                       | липень 1919 | 1 гаубиця, 3 гармати, 14 кулеметів                                         | полковник Овчаренко | 1-й панцирний загін (серпень 1919 року) | 29 листопада 1919 (покинутий і спалений у Проскурові, через загрозу захоплення денікінцями) | імовірно, наприкінці серпня — на початку вересня 1919 перейменований на «Вірний Син України» |
| Республиканець                      | початок 1919 | невідомо                                                                   | 20—30 вояків, командир — К. Сорока | Правобережна Україна; у складі Південної групи ДА УНР | березень 1919 (перейшов на бік більшовиків) | легкий саморобний бронепоїзд |
| Сагайдачний                         | трофейний («Товарищ Троцкий», тривалий час називався «Полонений», «окремий панцирний потяг») — кінець березня 1919               | 2 гаубиці                                                                  | невідомо | Луцьк, Рівне | 27 травня 1919, знищено у Здолбунові частинами корпусу УСС | знищено разом з чотирма іншими |
| Січовий                             | початок 1919 | 1 тридюймова гармата, 16 кулеметів; пізніше 2 гармати, 4 кулемета          | невідомо | Лівобережна Україна (січень 1919); Бердичів (березень 1919), потім у районі Шепетівки та Старокостянтинова; Корпус Січових Стрільців                                             | 18 червня 1919 (захоплений більшовиками під ст. Деражня) | саморобний бронепоїзд Корпусу СС |
| Січовий Стрілець (I)                | листопад 1918 (захоплений в офіцерських дружин військ Скоропадського)                                                            | 1 гармата, 10 кулеметів, пізніше 1 гармата, 8 кулеметів                    | хорунжий О. Вудкевич (командир), чотарі Глова та Грицюк (командири кулеметних відділень) | Лівобережна Україна (січень 1919), Коростень (березень 1919); Осадний корпус | квітень 1919 (захоплений більшовиками у Коростені) | колишній російський бронепоїзд № 4, у 1918 надійшов на озброєння Армії Української Держави; на початку січня 1919 змінив назву на «Стрілець»                                                                                         |
| Січовий Стрілець (ІІ)               | 21 квітня 1919 (захоплений Групою Січових Стрільців більшовицькій «Товарищ Ворошилов»)                                           | 2 кулеметних броневагона, вагон із постачанням, вагон для обслуги і набоїв | хорунжий О. Вудкевич, с 1 травня 1919 — хорунжий Іван Машура; сотник Іванів (комендант) | 3-й полк Корпусу Січових Стрільців УНР (березень 1919 року) | 24 травня 1919 захоплений польською армією (перейменовано на «Генерал Довбор» пол. «Generał Dowbor»/«Krechowiak»)                                                                                                   | 21 березня 1919 разом з Корпусом УСС захопили станцію Печанівка |
| Слава                               | | невідомо                                                                   | невідомо | рівненське Полісся, район Дубна (травень 1919 року) | невідомо | На початку 1919 року брав участь у наступі українських сил на протибільшовицькому фронті, рівненське Полісся. Перебував у районі Дубно для підтримки групи отамана Беня в травні 1919 року.                                          |
| Слава Україні                       | Побудований у вересні-жовтні 1915 року, тип «Хунгуз», під назвою бронепоїзд № 3. З кінця 1917 року                               | невідомо                                                                   | Спочатку складався з двох однакових двовісних панцирних вагонів та панцирного паровоза серії «О», захищених 12-16 мм бронею. Внутрішній об'єм вагонів поділявся на кулеметний каземат та баштову гарматну установку. В казематі на особливих столах встановлювалося 12 кулеметів Шварцлозе (по шість на кожному облавку). Боєкомплект складав 1500 набоїв на кулемет. Баштова установка розташовувалася в передній частині вагона, у ній встановлювалася 3-дюймова гірська гармата зразка 1904 роки, згодом була замінена на гармату зразка 1909 року. Команда бронепоїзда складалася з трьох взводів (кулеметного, артилерійського, технічного) та паровозної бригади. Загалом чотири старшини та 90 рядових стрільців. У травні 1918 року замість розбитої установки 76-мм гірської гармати зразка 1904 року встановлено 76-мм зенітну гармату зразка 1914/15 років. Восени 1918 року чехословаки замінили гарматну установку другого майданчика на конічну вежу з 76,2-мм польовою гарматою зразка 1902 року. | У січні 1918 року брав участь у боях за Київ проти більшовиків. | 25 січня 1918 року, при взятті Києва більшовиками, бронепоїзд захопив загін чорноморських моряків під командуванням А. Полупанова. Перейменований у «Полупановці», тако ж зустрічається назва «Свобода або смерть». | У липні 1918 року захоплений чехословацьким корпусом та перейменуваний на «Орлик» |
| Стрілець                            | початок січня 1919 | невідомо                                                                   | 100 чоловік залоги та кулеметна чота; хорунжий Махонько (командир) | 4-й Запорізький ім. І. Богуна полк | імовірно захоплений радянськими військами 19 січня 1919 у Полтаві | саморобний бронепоїзд |
| Сух                                 | початок грудня 1918 | 4 кулемети                                                                 | сотник Лебедів (командир) | напрям Дубровиця — Лунінець (початок 1919); 2-й панцирний загін під командуванням полковника Марчевського (станом на 16 серпня 1919), 3-й дивізіон бронепоїздів (з вересня 1919) | 18 жовтня 1919 (непевно), імовірно захоплений білогвардійцями | |
| Таємний                             | осінь 1919 | гірські гармати та кулемети                                                | сотник Федір Суярко-Животівський (начальник кулеметів) | бій в районі Проскурова; дивізія бронепоїздів (серпень 1919 року) | 15 листопада 1919 (пошкоджений і виведений з ладу) | 29 жовтня 1919 р. разом з 4 українськими бронепоїздами здійснив спробу захопити Вапнярку. |
| Хортиця                             | серпень 1919 | бронеплощадка, броневагон; 2 гармати, 8 кулеметів.                         | командири — поручик Дмитро Гонта, пізніше хорунжий Василь Ляшенко | бої за Вапнярку, Рудницю, Попелюхи; 3-я дивізія (серпень 1919 року) | листопад 1919 (пошкоджений і залишений) | 29 жовтня 1919 р. разом з 4 українськими бронепоїздами здійснив спробу захопити Вапнярку. |
| Чорноморець                         | травень-червень 1920, як польський бронепоїзд «Rewera», 19 серпня 1920 переданий військам УНР                                    | 4 тридюймових гармати, 1 гармата 4,5 дюйма, 10—12 кулеметів                | 20 старшин, 210 козаків; прапорщик флоту Л. Костяченко (командир) | бої з 8-ю більшовицькою кавалерійською дивізією поблизу Стрия (кінець серпня 1920), бої поблизу Дністра; бригада морської піхоти УНР (з 21 серпня 1920 року)                     | листопад 1920 (знищений екіпажем) | 21 листопада 1920 року на берегах Збруча під Підволочиськом морський курінь, підтримуваний вогнем бронепоїзда, забезпечив відхід українського війська                                                                                |

## Відомі бронепоїзди УГА
| Назва                                        | Час створення або захоплення | Склад і озброєння | Екіпаж, командування                                                                                | Ареал бойових дій, належність до частини                   | Час загибелі | Примітки |
| -------------------------------------------- | --- | --- | --------------------------------------------------------------------------------------------------- | ---------------------------------------------------------- | --- | --- |
| Безіменний потяг станіславського виробництва | початок травня 1919 | невідомо | колишня команда «Люсі»                                                                              | не взяв участі в бойових діях                              | 18 травня 1919 спалений власною командою через загрозу захоплення                                                                            | |
| Ч.1 та Ч.2                                   | початок листопада 1918 | початково 1 броневагон; пізніше 2 броневагона, 1 гармата 8 см, 4 кулемета                                                                             | початково 18 вояків, після переробки — 3 старшин, 5 підстаршин, 64 стрільця, командир — Іван Садлич | бої в районі Хирова                                        | залишений у Хирові після пошкоджень отриманих 15 грудня 1918, захоплений поляками                                                            | збудований під керівництвом чотаря Осипа Бережницького |
| Ч. 1                                         | Побудований на станції Старе Село. | Поїзд складався з двох залізничних платформ і вагона для піхоти, озброєних гарматами і кулеметами; під командуванням поручника Володимира Тотуєскуля. | понад 9 осіб;                                                                                       | Належав до Другого корпусу УГА                             | 27 травня 1919 року поїзд взяв участь в атаці на станцію Палагич, де польські війська зазнали поразки і було захоплено 9 військовополонених. | Брав участь у битві за Сихів, яка закінчилась перемогою українського війська. |
| Ч. 2                                         | початок 1919 | 2 броневагона | чотар Бережницький                                                                                  | бої в районі Хирова, Дрогобича                             | після середини травня 1919 доля невідома | збудований у Дрогобичі на заводі «Польмін», базувався на ст. Глибока |
| Ч. 2                                         | Побудований у березні 1919 року в Дрогобичі на заводі (майстерні рафінерії; був створений на основі товарного вагону, укріпленого старими рейками. | 1 гармата і 7 кулемети. | чотар Т. Швець (командир), старшина О. Верхола                                                      | Належав до Третього корпусу УГА                            | Підірваний 16 травня 1919 року відступаючими українськими військами.                                                                         | Бойове хрещення отримав під Великим Любенем, брав участь у боях на Верещиці, під Ставчанами, Щирцем. Бронепоїзд використовували для наведення порядку в Дрогобичі під час бунту у квітні 1919 року. Відомим став також через «виправу по старшинах» (командир — чотар Т. Швець; за мовчазної згоди команданта (командира) 7-ї Львівської бригади УГА Альфреда Бізанца, заїхав до Стрия збирати по кав'ярнях старшин, які ухилялись від фронту). |
| Ч.2 Люся                                     | Був побудований наприкінці 1918 року в Дрогобичі під наглядом четаря Солодухи.                                                                     | 1 вагон, 1 гармата і 3 кулемета (з січня 1919 — 2 вагони, 2 гармати і 8 кулеметів)                                                                    | 19 осіб; поручник Володимир Тотуєскуль (командир), поручник Стефан Руменович                        | Належав до Третього корпусу УГА.                           | Спалений і покинутий 18 травня 1919 року, через неможливість проїзду.                                                                        | Бронепоїзд взяв участь у битві за Великий Любінь, місто було захоплене українськими військами. |
| Ч. 212                                       | невідомо | 2 гармати і 2 кулемети. | 13 осіб; Батека (командир)                                                                          | Належав до Першого корпусу УГА, був розміщений у Радехові. | залишений у травні 1919 року | У березні 1919 року бронепоїзд взяв участь в облозі Белза. |